# Oxycatantops adustus
Oxycatantops adustus är en insektsart som först beskrevs av Walker, F. 1870.  Oxycatantops adustus ingår i släktet Oxycatantops och familjen gräshoppor. Inga underarter finns listade i Catalogue of Life.